# Налларбор
На́лларбор (англ. Nullarbor Plain) — равнина в Австралии, представляет собой значительную площадь плоской, практически лишённой деревьев пустынной или полупустынной местности, расположенной к северу от Большого Австралийского залива. Выделяется в обособленный регион. Название Наллабор происходит от лат. nullus: 'ничто' или 'ни один' и лат. arbor: 'дерево'. Аборигенское название этой местности 'Oondiri' означает 'безводный'. Это самый большой в мире монолит известняка, занимающий площадь около 200 000 км². В самой широкой зоне равнина простирается на 1200 км с востока на запад и 350 км с севера на юг между штатами Южная Австралия и Западная Австралия.
Через равнину Налларбор проходит Трансавстралийская железная дорога, один из участков которой, протяжённостью 478 км, является полностью прямым и крупнейшим по протяжённости в мире с такой особенностью.

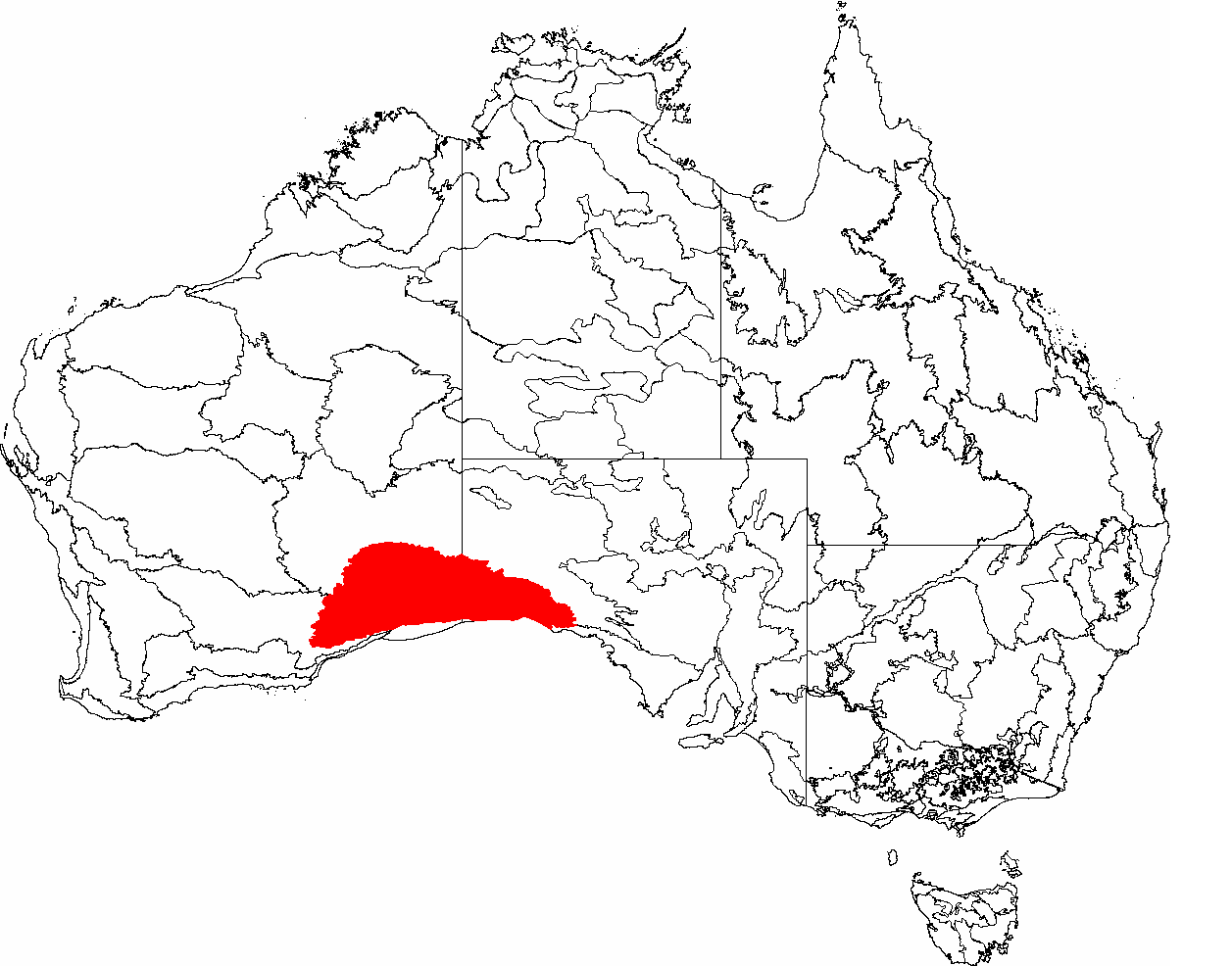
Равнина Налларбор на карте Австралии
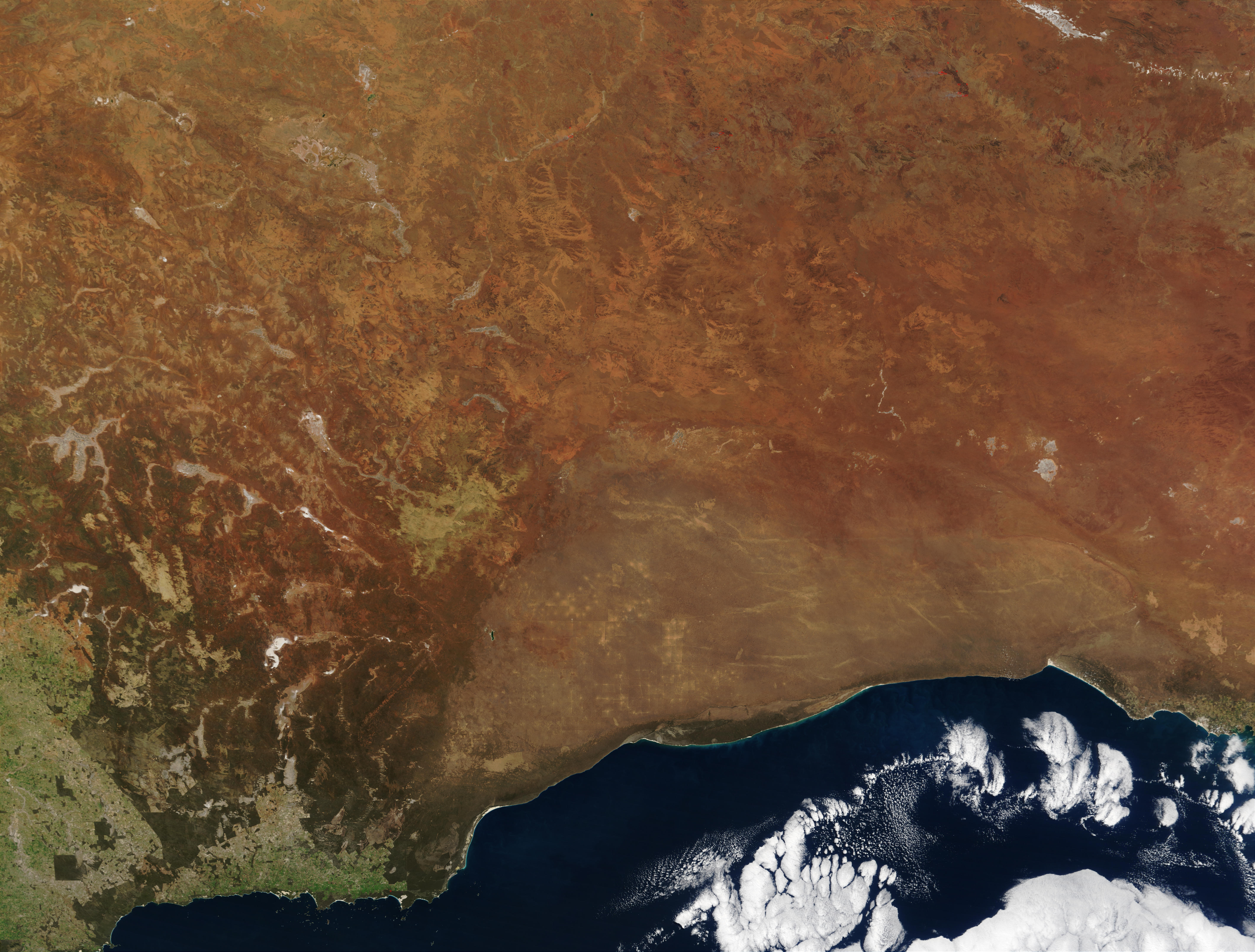
NASA — снимок области, прилегающей к долине Наллабор. Собственно долина Наллабор — светлая полукруглая область изображения, прилегающая к побережью. Снимок сделан спутником Terra 19 августа 2002 года